# Divadelní fakulta Akademie múzických umění v Praze
La Faculté de théâtre, Académie des arts du spectacle de Prague (Divadelní fakulta Akademie múzických umění v Praze ou DAMU) est l'une des trois facultés de l'Académie tchèque des arts de la scène (DAMU, FAMU, HAMU). Il s'agit d'une faculté axée sur la formation d'artistes du domaine du théâtre (acteurs, metteurs en scène, dramaturges, scénographes, managers, producteurs...). La faculté comprend également le théâtre étudiant DISK (Divadlo DISK (cs)), où les étudiants acquièrent une expérience pratique.

## Histoire
La Faculté de théâtre de l'AMU a été créée immédiatement après la Seconde Guerre mondiale en raison de la nécessité de former des artistes de théâtre instruits, des personnalités artistiques capables de mettre en pratique la connaissance des réalisations artistiques de la première moitié du siècle, lorsque le théâtre tchèque connaissait l'un de ses apogées. Les fondateurs de l'école sont Miroslav Haller (cs), le metteur en scène Jiří Frejka (cs) et le scénographe František Tröster (cs).
Au cours de ses 60 années d'existence, la Faculté de Théâtre s'est développée et enrichie des nouvelles tendances du développement du théâtre et est devenue une école pluraliste dans laquelle enseignent les personnalités les plus importantes de la vie théâtrale tchèque : dans les domaines du jeu d'acteur, de la mise en scène, de la dramaturgie et de la théorie du théâtre, de la scénographie et de la production théâtrale, ainsi que des personnalités qui, en sortant du théâtre, vont au-delà de la sphère du travail d'auteur, de la philosophie et de la pédagogie.

## Doyens
- 1946–1948 : Jiří Frejka
- 1948–1949 : Klementina Rektorisová
- 1949–1950 : František Götz (cs)
- 1950–1952 : Jan Kopecký
- 1952–1953 : František Götz
- 1953–1954 : Vladimír Adámek
- 1954–1955 : František Salzer
- 1955–1958 : Josef Bezdíček
- 1958–1961 : František Salzer
- 1961–1963 : Antonín Dvořák
- 1963–1970 : František Salzer
- 1970–1972 : Jan Císař
- 1972–1985 : Eva Šmeralová
- 1985–1989 : Jana Makovská
- 1990–1991 : Jan Dušek
- 1991–1994 : Miloslav Klíma
- 1994–1997 : Miloš Horanský
- 1997–2000 : Vladimír Mikeš
- 2000–2006 : Markéta Kočvarová-Schartová
- 2006–2013 : Jan Hančil
- 2013–2021 : Doubravka Svobodová
- Depuis 2021 : Karel František Tománek